# 2007년 11월
| 2007년: 1월 · 2월 · 3월 · 4월 · 5월 · 6월 · 7월 · 8월 · 9월 · 10월 · 11월 · 12월 |

| <          | 2007년 11월 | 2007년 11월 | 2007년 11월 | 2007년 11월 | 2007년 11월 | >            |
| 일         | 월          | 화          | 수          | 목          | 금          | 토           |
|            |             |             |             | 1 9.22 기해 | 2 23 경자   | 3 24 신축    |
| 4 25 임인  | 5 26 계묘   | 6 27 갑진   | 7 28 을사   | 8 29 병오   | 9 30 정미   | 10 10.1 무신 |
| 11 2 기유  | 12 3 경술   | 13 4 신해   | 14 5 임자   | 15 6 계축   | 16 7 갑인   | 17 8 을묘    |
| 18 9 병진  | 19 10 정사  | 20 11 무오  | 21 12 기미  | 22 13 경신  | 23 14 신유  | 24 15 임술   |
| 25 16 계해 | 26 17 갑자  | 27 18 을축  | 28 19 병인  | 29 20 정묘  | 30 21 무진  |              |

| 편집하기 |

## 2007년11월 30일
- 전날의 곽성문 의원에 이어 한나라당 김병호 의원이 탈당하고 무소속 이회창 후보 지지를 선언했다.

## 2007년11월 29일
- 마거릿 호지 영국 문화 장관이 국기 유니언잭의 디자인을 변경하는 것을 검토하겠다고 밝혔다.
- 대한민국 헌법재판소는 상관을 살해한 자는 사형에 처하도록 규정한 군형법 제53조 1항은 위헌이라는 판결을 내렸다.
- 수단 법원이 곰 인형에 이슬람 예언자인 무함마드의 이름을 붙인 혐의로 수단 법원에 기소된 영국인 여교사 질리언 기번스에게 종교를 모독한 죄가 인정된다며 15일간의 구금형과 함께 추방령을 내렸다.
- 삼성 비자금 관련 폭로 사건과 관련하여, 대한민국 검찰은 "김용철 변호사의 이름으로 된 차명계좌를 추가로 발견해 그 거래 내역을 조사 중"이라고 밝혔다.

## 2007년11월 28일
- 연쇄성폭행범 일명 발바리 이중구(46세)에게 항소심 법원도 무기징역을 선고하였다.

## 2007년11월 27일
- 2012년 세계 박람회의 개최지가 전남 여수시로 확정되었다.
- 노무현 대통령이 삼성특검법 관련하여 기자회견을 갖고 "국회에서 이송되어온 삼성 특검법안을 수용하겠다"고 밝혔다.
- 평양에서 제2차 남북 국방장관회담이 시작되었다.
- 제헌의회의 개헌안 통과로 촉발된 볼리비아의 시위 사태로 수크레시에서 최소 3명이 사망했다.

## 2007년11월 26일
- 한국시간으로 0시에 남아프리카공화국의 더반에서, 2010년 FIFA 월드컵 예선 조 추첨이 있었다. 이 조 추첨에서 아시아, 북중미카리브, 유럽, 아프리카의 예선 조 대진이 결정되었다.
- 롯데 자이언츠가 한국프로야구 사상 처음으로, 외국인 감독 제리 로이스터씨를 영입했다.
- 이건희 삼성그룹 회장이 출국 금지되었다.
- 대한민국 군 원로들이 《화려한 휴가》에 대해 고소했다.

## 2007년11월 25일
- 제17대 대통령 선거 후보등록이 시작되어 26일까지 있었다. 후보등록에서 총 12명의 후보가 등록했다.

## 2007년11월 24일
- 미국 캘리포니아에서 한 달 만에 또다시 산불이 났다.
- 대한민국의 김연아는 러시아의 모스크바에서 열린 그랑프리 5차 대회 프리 스케이팅 부분에서 197.20점으로, 172.77점인 나카노 유카리 보다 높은 점수로 우승했다.
- 오스트레일리아 국회의원 총선거에서 케빈 러드가 이끄는 노동당이, 존 하워드 총리의 자유-국민당 보수연립을 누르고 승리하였다.

## 2007년11월 23일
- 대한민국 국회에서 삼성 비자금 의혹 관련 특별검사의 임명 등에 관한 법률안이 재석의원 189명 가운데 찬성 155표, 반대 17표, 기권 17표로 가결되었다.

## 2007년11월 19일
- 이용철 변호사는 청와대 법무비서관 재직시 현금 500만 원의 뇌물이 든 가방을 삼성으로부터 받았다가 돌려준 적이 있다고 폭로하였다.

## 2007년11월 18일
- 김경준이 횡령, 증권거래법 위반, 공·사문서 위조 등 3가지 혐의로 구속되었다.

## 2007년11월 17일
- 방글라데시에서 사이클론으로 1100여 명이 숨지는 등의 피해가 발생했다.

## 2007년11월 16일
- BBK 주가 조작 사건의 핵심 의혹 당사자인 김경준이 귀국하였다.
- 서울에서 열린 남북총리회담을 마치고 남북 정상 선언 이행을 위한 총 8조, 49개항의 합의문을 발표했다.
- 미하일 사카쉬빌리 조지아 대통령은 비상사태를 해제하고 신임 총리에 라도 구르게니드제를 지명했다.

## 2007년11월 15일
- 대한민국에서 2008학년도 대학수학능력시험이 치러졌다.
- 대통합민주신당이 창조한국당, 민주노동당과 공동으로 삼성 비자금에 대한 특검법안을 제출하였으며, 한나라당도 별도로 특검법안을 제출하였다. 이에 검찰은 삼성 비자금 특별수사본부를 설치하였다.
- 반기문 국제 연합 사무총장이 레바논 베이루트에서 레바논 의회의 지도자들을 만나 새로운 대통령이 제 때에 선출될 수 있도록 설득했다.

## 2007년11월 14일
- 칠레 북부 지역인 안토파가스타에서 93km 떨어진 지점에서의 강도 6.2 ~ 6.8의 지진이 발생했다.
- 정상명 검찰총장은 임채진 차기 총장 내정자 등을 이른바 '떡값 검사'로 지목한 천주교정의구현전국사제단과 김용철 변호사에게 강한 불만을 나타냈다.

## 2007년11월 13일
- 대통합민주신당 정동영, 민주노동당 권영길, 창조한국당 문국현 후보는 삼성 비자금 의혹 사건을 조사하기 위한 특검법안을 14일 중에 발의하여 정기국회 회기 내 처리키로 합의했다.
- 덴마크 조기 총선이 실시되었다.
- 기아자동차의 씨드가 스웨덴의 자동차 전문잡지 '모토푀라렌'이 선정하는 '올해의 가족차'에 선정되었다.
- 임채진 검찰총장 후보자는 자신에 대한 인사 청문회에서, 이른바 '떡값' 수수 의혹에 대해 삼성으로부터 부정한 청탁이나 금품을 받은 적이 없다고 부인했다.
- 진실·화해를 위한 과거사 정리위원회는 강기훈 유서 대필 사건과 관련하여 국립과학수사연구소로부터 강기훈이 유서를 대필한 게 아니라는 감정 결과를 받았다고 밝혔다.

## 2007년11월 12일
- 대통합민주신당과 민주당이 합당과 후보 단일화를 공식 선언했다.
- 김용철 변호사가 천주교정의구현전국사제단을 통해 임채진 검찰총장 내정자와 이귀남 대검찰청 중앙수사부장, 이종백 국가청렴위원회 위원장이 삼성으로부터 이른바 ‘떡값’을 받았다고 주장했다.

## 2007년11월 11일
- 대한민국 K-리그 플레이오프 챔피언 결정전에서, 정규리그 5위였던 포항 스틸러스가 종합성적 4-1로 정규리그 1위였던 성남 일화 천마를 꺾고 우승했다.
- 인도네시아 수마트라섬 벵쿨루 북서쪽 200km, 깊이 26km 지점인 근해에서 5.7의 지진이 일어났다.
- 제3회 코나미컵 아시아시리즈 결승전에서 주니치 드래건스가 SK 와이번스를 6:5로 승리해 코나미컵을 우승했다.
- 페르베즈 무샤라프 파키스탄 대통령이 총선을 예정대로 2008년 1월에 실시할 것이라고 밝혔다.
- 러시아 흑해 연안에서 유조선이 난파하여 수천 톤의 기름이 유출되어 3만 마리 이상의 새들이 죽은 것으로 인테르팍스 통신이 보도했다.
- 슬로베니아 대통령 선거 2차 결선투표에서 중도좌파 후보 다닐로 튀르크가 68.2%를 득표해 승리했다.

## 2007년11월 10일
- 김포외국어고등학교의 시험 문제 유출 의혹이 사실로 확인되었다.

## 2007년11월 9일
- 민족문제연구소와 친일인명사전편찬위원회는 2008년 8월, 친일인명사전 총론편 1권과 인물편 2권을 처음으로 발간할 예정이라고 밝혔다.
- 삼성그룹의 비자금 의혹을 폭로한 김용철 변호사는 MBC 손석희의 시선집중에 출연하여, 에버랜드 전환사채 편법 증여 사건 수사 도중에 담당 검사가 삼성그룹으로부터 접대를 받았다고 밝혔다.
- 파키스탄 경찰이 이슬라마바드 외곽 자택에 머물고 있는 베나지르 부토를 가택연금했다.
- 반기문 유엔 사무총장이 남극 대륙을 방문하여 지구 온난화의 심각성을 강조했다.

## 2007년11월 8일
- 이재오 한나라당 최고위원이 전격 사퇴했다.
- 제3회 코나미컵 아시아시리즈가 일본에서 개막되었다.
- SK 와이번스가 코나미컵 아시아시리즈 Game2에서 주니치 드래건스를 이겼다.
- 아랍에미리트 두바이에서 건설 중이던 다리가 무너져 최소 7명이 숨지고 15명이 부상했다.

## 2007년11월 7일
- 이회창 전 한나라당 총재가 한나라당을 탈당하고 17대 대선에 출마한다고 선언했다.
- UEFA 챔피언스리그 조별 리그전 중 A조부터 D조까지의 4번째 경기가 있었다. 이날 치러진 경기들 중에서 리버풀 FC와 베식타슈의 경기에서 리버풀이 8:0으로 대승을 거두며 챔피언스리그 사상 최다골 승리 기록을 수립했다.
- 핀란드 남부의 한 고등학교에 다니는 18세 남학생이 교내에서 총기를 난사해 8명이 사망했다.
- 미하일 사카쉬빌리 그루지아 대통령이 그루지아 전역에 비상사태를 선포하고 일부 러시아 외교관들을 추방했다.
- 그루지야 야당인사들의 성명서와 시위 장면 등을 보도하던 방송국이 경찰의 강제진입으로 방송이 중단됐다.

## 2007년11월 6일
- 전군표 국세청장이 뇌물수수 혐의로 구속됐다.
- 당 대표직을 사임했던 일본의 오자와 이치로 민주당 대표가 사의를 번복하고 대표 복귀 의사를 밝혔다.
- 교황 베네딕토 16세가 현직 교황으로는 역사상 처음으로 이슬람 주요국가 중 하나인 사우디아라비아의 압둘라 국왕과 만났다.

## 2007년11월 5일
- 소말리아 근해 하라데레에서 해적에게 납치됐던 원양어선 마부노 1,2호 선원 24명이 피랍 6개월 만에 전원 석방됐다고 외교통상부가 밝혔다.
- 한국은행이 김구와 신사임당을 향후 발행할 고액권 초상인물로 선정 발표했다.
- 삼성그룹은 구조조정본부 법무팀장 출신인 김용철 변호사의 의혹 제기에 대해 "기업 이미지가 훼손되고 정상적인 경영활동 및 글로벌 사업이 심각하게 위협받는 상황에 이르렀다"며 "강력 대응하겠다"고 밝혔다.
- 과테말라 대통령 결선투표에서 희망전국연대(UNE) 알바로 콜롬 후보가 신임 대통령에 당선됐다.
- 유엔 총회는 '아프가니스탄 테러활동 규탄 결의문'을 채택했다.
- 교황 베네딕토 16세와 사우디아라비아 압둘라 국왕이 역사상 첫 회담을 가졌다.

## 2007년11월 4일
- 일본 제1야당 민주당 대표 오자와 이치로가 사임했다.
- 문국현 전 유한킴벌리 사장이 창조한국당 대통령 후보자 지명대회에서 대선 후보로 추대됐다.
- 대통합민주신당 정봉주의원이 "BBK의 주가조작 이후 김경준씨가 옵셔널벤처스코리아를 통해 횡령한 384억원 중 54억원이 한나라당 이명박 후보가 공동대표였던 lke뱅크 계좌로 입금됐다"는 주장을 제기했다.

## 2007년11월 3일
- 대한민국 철도 경부선 부산역에서 6시 30분에 출발하려던 KTX 차량 2대가 충돌해 승객 2명이 찰과상을 입었고, 1시간 동안 지연되었다.
- 김용철 전 삼성그룹 법무팀장이 천주교정의구현전국사제단을 통해 이건희 회장의 로비 관련 지시사항이 담긴 문건을 공개했다.
- 파키스탄 페르베즈 무샤라프 대통령이 헌법 효력을 중단시키며 국가 비상사태를 선포하였고 대법원장을 축출했다.
- 앙겔라 메르켈 독일의 총리가 아프가니스탄을 방문하여 하미드 카르자이 대통령을 만났다.

## 2007년11월 2일
- 11월 2일, 인기 가수 이효리가 국민연금 1년여치를 미납부인 것으로 드러났다. 이효리는 이사를 갔는데 고지서가 옛날 집으로 계속 보내져서라고 해명했다.

## 2007년11월 1일
- 일본 시리즈 5차전에서 주니치 드래건스가 홋카이도 닛폰햄 파이터스를 1:0으로 누르고 4승 1패의 성적을 기록, 1954년 이후 53년 만에 일본 시리즈를 통산 2번째 우승했다.